# Daughtry
Daughtry is een Amerikaanse rockband uit North Carolina, opgericht in 2006 door Chris Daughtry, die op de vierde plaats eindigde bij American Idol in 2006. Het debuutalbum Daughtry is viervoudig platina en is het snelst verkopende rock debuutalbum in de Verenigde Staten. Daughtry heeft wereldwijd meer dan 7,4 miljoen albums, 20,8 miljoen digitale albums en 53,8 miljoen digitale singles verkocht.

## Biografie

### 2005 - 2007:Daughtry
Het debuutalbum, Daughtry getiteld, bereikte in 2006 meerdere weken de eerste plaats in de Amerikaanse Billboard 200 en werd meer dan vier miljoen keer verkocht. De eerste single It's Not Over werd in de Verenigde Staten een hit en bereikte een vierde plaats in de Billboard Hot 100 en in Canada werd de single een nummer 1-hit. De tweede single Home kwam in de Verenigde Staten op de vijfde plek. It's Not Over werd in augustus 2007 in Europa uitgebracht en deze single bereikte in de Nederlandse Top 40 een 22ste positie. Op 6 november 2007 speelde Daughtry het nummer in de studio van GIEL (radioprogramma). In 2008 werden nog de singles Feels like Tonight en What About Now uitgebracht.

### 2007 - 2011:Leave This Town
In 2009 bracht de band het tweede album Leave This Town uit, met als eerste single No Surprise, dat meegeschreven is door Chad Kroeger van Nickelback. Het album werd in de Verenigde Staten een groot succes, belandde op nummer 1 in de Billboard 200 waardoor Daughtry de eerste American Idol artiest werd die twee albums op nummer 1 wist te krijgen. De tweede single van het album was de hitsingle Life After You. Later bracht Daughtry het nummer September uit, dat op heden de best verkochte digitale single van de band is. In maart 2010 kwam ook de B-kant van het album uit, Leave This Town: The B-Sides, met vijf niet eerder uitgekomen nummers. Hetzelfde jaar verliet drummer Joey Barnes de band, om plaats te maken voor Robin Diaz. In 2011 schreef de band het nummer Drown in You voor het computerspel van de Batman film The Dark Knight.

### 2011 - 2013:Break the Spell
Het derde album Break the Spell kwam uit in november 2011. Het album scoorde minder dan de voorgaande twee albums en werd pas een maand later een gouden album in de Verenigde Staten (500.000 albums verkocht). Er kwamen vier singles voort uit het album, waaronder Crawling Back to You en Start of Something Good. Op 9 september 2012 trad Daughtry op in het voorprogramma van Nickelback in de Heineken Music Hall. Nog geen drie weken later liet bassist Josh Paul weten de band te verlaten. Een half jaar later voegde hij zich weer toe bij de band.

### 2013 - 2014:Baptized
In 2013 werd het album Baptized uitgebracht. Het album verschilt in genre met voorgaande albums, en neigt meer naar poprock. De single Waiting for Superman werd in de Verenigde Staten een bescheiden hit. Het nummer ging digitaal bijna 1 miljoen keer over de toonplank, waardoor het de beste digitale singleverkoop is van de band na September. De tweede single van het album is Long Live Rock and Roll. Op 11 maart 2014 traden de mannen van Daughtry op in de Melkweg (Amsterdam). Tevens zongen ze in 2014 het nummer Say heaven say hell van Miss Montreal opnieuw in voor het Amerikaanse televisieprogramma Utopia wat gebaseerd is op het Nederlandse Utopia. Het nummer verscheen simpelweg onder de naam Utopia.

## Prijzen & nominaties
| Jaar | Prijs                  | Categorie                                                            | Resultaat   |
| ---- | ---------------------- | -------------------------------------------------------------------- | ----------- |
| 2007 | Top In Rock Awards     | Breakout Artist of 2007                                              | Gewonnen    |
| 2007 | American Music Awards  | Breakthrough Artist                                                  | Gewonnen    |
| 2007 | American Music Awards  | Best Adult Contemporary Artist                                       | Gewonnen    |
| 2007 | American Music Awards  | Best Pop/Rock Album                                                  | Gewonnen    |
| 2007 | Billboard Music Awards | Top Billboard 200 Album                                              | Gewonnen    |
| 2007 | Billboard Music Awards | Top Artist - Duo/Group (pop)                                         | Gewonnen    |
| 2007 | Billboard Music Awards | Top New Artist                                                       | Gewonnen    |
| 2007 | Billboard Music Awards | Top Comprehensive Artist                                             | Gewonnen    |
| 2007 | Billboard Music Awards | Hot 100 Artists - Duo/Group                                          | Gewonnen    |
| 2007 | Billboard Music Awards | Hot Adult Top 40 Artist                                              | Gewonnen    |
| 2007 | World Music Awards     | Worlds Best Selling Rock Group Of 2007                               | Gewonnen    |
| 2007 | World Music Awards     | Worlds Best Selling New Artist of 2007                               | Gewonnen    |
| 2008 | Grammy Awards          | Best Rock Song for "It's Not Over"                                   | Genomineerd |
| 2008 | Grammy Awards          | Best Rock Performance by a Duo or Group with Vocals for "Home"       | Genomineerd |
| 2008 | Grammy Awards          | Best Rock Performance by a Duo Group with Vocals for 'It's Not Over" | Genomineerd |
| 2008 | Grammy Awards          | Best Rock Album for "Daughtry"                                       | Genomineerd |
| 2008 | American Music Awards  | Favorite Pop/Rock Duo or Group                                       | Gewonnen    |
| 2008 | American Music Awards  | Favorite Adult Contemporary Artist                                   | Gewonnen    |
| 2008 | People's Choice Awards | Best Rock song for "Home"                                            | Gewonnen    |
| 2008 | Kids Choice Awards     | Favorite Band                                                        | Genomineerd |
| 2010 | Teen Choice Awards     | Choice Music Album - Rock, "Leave This Town"                         | Genomineerd |
| 2010 | Teen Choice Awards     | Choice American Idol Alum (Chris Daughtry - solo award)              | Genomineerd |
| 2011 | People's Choice Awards | Favorite Rock Band                                                   | Genomineerd |

## Discografie

### Albums
| Album met eventuele hitnotering(en) in de Nederlandse Album Top 100 | Datum van verschijnen | Datum van binnenkomst | Hoogste positie | Aantal weken | Opmerkingen                                       |
| ------------------------------------------------------------------- | --------------------- | --------------------- | --------------- | ------------ | ------------------------------------------------- |
| Daughtry                                                            | 2007                  | 15-09-2007            | 91              | 4            | Datum van verschijnen Verenigde Staten 21-11-2006 |
| Leave This Town: The B-Sides                                        | 10-05-2011            | -                     | -               | -            | EP / Datum van verschijnen iTunes 15-03-2010      |
| Cage to Rattle                                                      | 27-07-2018            | 04-08-2018            | 154             | 1            |                                                   |

### Singles
| Single met eventuele hitnotering(en) in de Nederlandse Top 40 | Datum van verschijnen | Datum van binnenkomst | Hoogste positie | Aantal weken | Opmerkingen                                                                                   |
| ------------------------------------------------------------- | --------------------- | --------------------- | --------------- | ------------ | --------------------------------------------------------------------------------------------- |
| It's Not Over                                                 | 2007                  | 15-09-2007            | 22              | 6            | Nr. 53 in de Single Top 100 / Alarmschijf / Datum van verschijnen Verenigde Staten 21-11-2006 |
| Home                                                          | 2007                  | 15-12-2007            | 18              | 6            | Nr. 81 in de Single Top 100 / Alarmschijf                                                     |
| No Surprise                                                   | 2009                  | -                     | tip12           | -            |                                                                                               |